# 阿斯科佩省
阿斯科佩省（西班牙語：Provincia de Ascope），是秘魯的省份，位於該國西北部拉利伯塔德大區，首府是阿斯科佩，始建於1984年6月1日，面積2,655平方公里，海拔高度238米，2007年人口116,229，人口密度每平方公里43.77人。
7°42′47″S 79°06′56″W / 7.71306°S 79.11556°W